# 庫姆斯山 (帕爾默地)
庫姆斯山（英語：Mount Combs），是南極洲的山峰，位於帕爾默地，處於里德貝格半島底部，由美國的研究隊發現，該山峰現時由南極條約體系管理。